# Милан Ковачевић (глумац)
Милан Ковачевић (7. јун 1972, Земун, Србија) српски је глумац. Дипломирао је глуму на новосадској Академији уметности у класи професора Петра Банићевића и стални је члан Драме Српског народног позоришта.
Прву филмску улогу добио је у остварењу Ђорђа Милосављевића Рингераја из 2002. године. Запаженије улоге на телевизији остварио је у серијама Нек иде живот и Сложна браћа — Next Đeneration.

## Улоге

### Позориште
Српско народно позориште
- Аутобиографија Бранислава Нушића, режија Предраг Штрпац, СНП Нови Сад
- Шекспир у Кремљу И. Штивичића, режија Ленка Удовички, Театар Уликс Бриони, Хрватска
- Иванов / Иванов А. П. Чехова у режији Предрага Штрпца
- Напад на њен живот Мартина Кримпа у режији Анђелке Николић
- Зоза / Барбело, о псима и деци Биљане Србљановић, режија Предраг Штрпац
- Тхе Ден / Тајни дневник Вирџиније Вулф у режији Милене Павловић
- Добар дечко Милана Марковића у режији Предрага Штрпца
- Свиња / Дисцо Пигс Е. Волша у режији Предрага Штрпца
- Тибалт / Ромео и Јулија В. Шекспира у режији Предрага Штрпца
- Месру / Дискусија П. Мариво у режији Слађане Килибарде
- Ра / Као да Б. Димитријевић у режији П. Штрпца
- Војник / Свети Ђорђе убија аждаху Д. Ковачевић у режији Егона Савина
- Зуби А. Новаковић у режији П. Штрпца
- Инспектор Кредок / Најављено убиство А. Кристија у режији К. Крнајског
- Смрдић / Љубавници Ј. С. Поповића у режији Соње Вукићевић
- Бели/Наказе Б. Шпањевић у режији Н. Петроње
- Масни / Шине или Бог нас позолала М. Марковић у режији Д. Мамуле
- Марато / Декамерон по мотивима Ђ. Бокачу је написала Ана Ђорђевић, режија Ана Томовић
- више улога / На Дрини ћуприја Иво Андрић, режија и сценарио Кокан Младеновић
- Осам очију / Фортинбрас се напио, Ј. Гловацки, режија Н. Завишић
- Жутилов/Родољупци, Ј.С. Поповић, режија Р. Чупић
- Цхеевер - Шериф / Вештице из Салема, Артур Милер, режија и адаптација Никите Миливојевића
- Смрдљива бајка / аутор и редитељ: Мирослав Момчиловић
- Тирезија / Антигона 1918, Маја Тодоровић, режија Милан Нешковић
- Најусамљенији кит на свету, Тијана Грумић, режија Зијах А. Соколовић
- Смедерево 1941, режија и сценарио Ана Ђорђевић
- Јованча на путу око света, према делу Бранислава Нушића, у режији Золтана Пушкаша
- Калибан / Бура, према Вилијаму Шекспира, у режији Кокана Младеновића
- Адам Катић / Деобе, Добрица Ћосић, режија Југ Радивојевић
- Травничка хроника, Иво Андрић, у режији и драматизацији Никите Миливојевића
- Џон Пирпонт Морган / Теслин проналазач, сценарио и режија Небојша Брадић
- Скендер / Велимир / Берлински зид, текст и режија Жељко Хубач

Остала позоришта
- Поклон Милене Ђорђевић, режија Милош Ђорђевић,
- Бајка Милене Ђорђевић, у њеној режији, Кућа краља Петра, Београд,
- Кирсцхгартен (Вишњик) А.П. Чехова, режија П. Штрпац (Лопахин), Лузернер театар Луцерн, Швајцарска,
- Човек по имену Че Божидар Кнежевић (Кабил, римски легионар),
- Злочин и казна од Ф.М. Достојевског (Разумихин) у режији Ивана Церовића
- Шест лица тражи писца Л. Пирандела (Отац) у режији Ивана Церовића
- Комад ноћи Ђорђа Милосављевића (Буле) режија Горан Вукелић, Позориште младих, Нови Сад
- Амадеус П. Шефер у режији Јовице Павића (Вентичели), Народно позориште Суботица
- Дуги живот краља Освалда В. Лукића у режији Н. Шћепановића (Краљ Освалд), Народно позориште Суботица
- Европљани Хауарда Баркера у режији Жанка Томића, Народно позориште Суботица
- Вирус С. Ковачевић, Звездара театар, Београд
- Марко Краљевић С. Ковачевић, БДП Београд,
- Радници умиру певајући О. Димитријевића у режији А. Николића (Зоран), БИТЕФ театар Београд
- Рањени орао М. Ј. Мир-Јам у режији И. Церовића (Гојко)
- Порно Б. Кнежевић у режији И. Церовића (Сијамски близанац)
- Лептир М. Глишић (Страхиња)
- Мали принц Антоана де Сент Егзиперија у режији С. Џепароског (Пилот)
- Дактилографи Мурраи Сцхисгал у режији А. Силарда (мушко)
- Цоммедиа делл'Арте у режији П. Банићевића (Дотторе)
- Прикривена компилација текстова у режији П. Банићевића
- Дон Хуан у паклу Г. Б. Шоа у режији В. Топалова (Статуа)
- Хамлет све звезде у режији Д. Селаковића (Хамлет), Новосадско позориште младих
- Деја Ву Д. Виткијевич у режији М. Таталовића (Црази)
- Бановић Страхиња Д. М. Михиз режија М. Таталовић (Б. Страхиња)
- А Цлоцкворк Оранге А. Бургес режија И. Церовић (Алекс)
- Едмонд Д. Мамет у режији Оље Ђорђевић (Црнчуга)
- Дом Љ. Разумовска у режији М. Плетела (Ожиљак)
- Веровања и завере А. Тишме у режији Д. Петровића

### Филмографија
| Год.       | Назив                                   | Улога                            |
| ---------- | --------------------------------------- | -------------------------------- |
| 2000-е▲    |                                         |                                  |
| 2002.      | Рингераја                               | Вангла                           |
| 2006.      | Махнити (кратки филм)                   |                                  |
| 2007.      | Вратиће се роде (серија)                | Пуздра                           |
| 2007.      | Село гори, а баба се чешља (серија)     | Инспектор 2                      |
| 2011.      | Код куће (кратки филм)                  |                                  |
| 2010-е▲    |                                         |                                  |
| 2012.      | Вир                                     | Водник-официр                    |
| 2013.      | Песник (кратки филм)                    | Конобар                          |
| 2013.      | Вис–а–Вис                               |                                  |
| 2014.      | Фолк (серија)                           | Вили                             |
| 2014.      | На прљавом трагу (серија)               | Шеф                              |
| 2015.      | Отворени кавез                          | Дарко                            |
| 2015.      | Андрија и Анђелка (серија)              | Таксиста 1                       |
| 2016.      | Вере и завере (серија)                  | Адвокат Вељко Николић            |
| 2016.      | На граници (кратки филм)                | Начелник граничне полиције Милош |
| 2018.      | Incoming                                | Кунта                            |
| 2019.      | Дохвати небо                            |                                  |
| 2019.      | Нек иде живот (серија)                  | Синиша                           |
| 2020-е▲    |                                         |                                  |
| 2020.      | Тодорова судбина (кратки филм)          |                                  |
| 2020.      | Неки бољи људи (серија)                 | Љуба Стевић                      |
| 2021.      | Државни посао (серија)                  | Рајкан                           |
| 2021.      | Први сервис (серија)                    | Гане Бухтла                      |
| 2021.      | Викенд са ћалетом (серија)              | Буклија                          |
| 2022—2023. | Сложна браћа — Next Đeneration (серија) | Неџад Халимић — Ђани             |

## Режије
серија
- Доктор Делта и Супер Добрица

представе
- У пламену страсти
- Развојни пут Боре Шнајдера
- Лер
- Црвенкапа
- Није човек ко не умре
- Лапин Лапин
- Сакати Били са Инишмана
- Бајкохолик

## Награде и признања
| Година | Остварење                                  | Награда                                                |
| ------ | ------------------------------------------ | ------------------------------------------------------ |
|        | Hamlet All Stars                           | Награда Brams Festivalа за најбољу мушку улогу Хамлета |
| 2011.  | Барбело, о псима и деци / Добар дечак      | Годишња награда Српског народног позоришта             |
| 2020.  | Јованча на путу око света / Смедерево 1941 | Годишња награда Српског народног позоришта             |

## Галерија
- Фотографије Српског народног позоришта
- Као да, написао Бранко Димитријевић, Драма СНП-а, Нови Сад, 2008/09; Милан Ковачевић, Тијана Максимовић
- Салома_Reloaded, Драму Оскара Вајлда адаптирао и режирао Предраг Штрбац; Драма СНП-а, Нови Сад, 2012/13; Соња Дамјановић, Милан Ковачевић
- Иванов Антона Павловича Чехова у режији Предрага Штрпца, СНП Драма, Нови Сад, 2007/08; Драгиња Вогањац, Милан Ковачевић
- Ромео и Јулија, трагедија Вилијама Шекспира у режији Предрага Штрпца, Небојша Савић, Лидија Стевановић и Милован Филиповић - стоје, Милан Ковачевић, Игор Павловић - седе, СНП, Нови Сад, 2005/2006
- Добар дечак Милана Марковића у режији Предрага Штрпца; Драма СНП-а, Нови Сад, 2008/09; Тијана Максимовић, Милан Ковачевић, Оливера Стаменковић
- Барбело, о псима и деци Биљане Србљановић у режији Предрага Штрпца; Драма СНП-а, Нови Сад, 2009/10; Марија Меденица, Милан Ковачевић, Александра Плескоњић - седе, Оливера Стаменковић